# Глашкина, Анна Михайловна
Анна Михайловна Глашкина (21 декабря 1903, Степановка, Тульская губерния — 23 марта 1988, Богородицк, Тульская область) — советский хозяйственный, государственный и политический деятель, Герой Социалистического Труда.

## Биография
Родилась в деревне Степановка (ныне — Богородицкий район Тульской области). Член ВКП(б) с 1939 года.
С 1920 года — на хозяйственной, общественной и политической работе. В 1920—1956 гг. — батрачка, работала в личном крестьянском хозяйстве, колхозница, звеньевая, председатель колхоза «Победа» Богородицкого района Тульской области.
Указом Президиума Верховного Совета СССР от 28 февраля 1948 года присвоено звание Героя Социалистического Труда с вручением ордена Ленина и золотой медали «Серп и Молот».
Избиралась депутатом Верховного Совета РСФСР 1-го, 2-го, 3-го, 4-го созывов. Делегат XX съезда КПСС.
Умерла в Богородицке в 1988 году.